# Marco António Costa
Marco António Ribeiro dos Santos Costa (ur. 18 maja 1967) – portugalski polityk i samorządowiec, parlamentarzysta, wiceprzewodniczący Partii Socjaldemokratycznej (PSD), sekretarz stanu w administracji rządowej.

## Życiorys
Ukończył studia licencjackie z dziedziny prawa, po czym praktykował jako adwokat. Zaangażował się w działalność polityczną w ramach Partii Socjaldemokratycznej. W XVI rządzie konstytucyjnym Pedra Santany Lopesa pełnił funkcję sekretarza stanu w resorcie zabezpieczenia społecznego, rodziny i dzieci (2004–2005). Był członkiem zarządu i wiceburmistrzem Valongo, następnie zaś wiceburmistrzem Vila Nova de Gaia. W latach 2002–2007 wykonywał mandat posła do Zgromadzenia Republiki wybranego w okręgu Porto (zrezygnował w 2007). Kierował strukturami PSD w dystrykcie Porto. W kwietniu 2010 na XXXIII kongresie PSD w Carcavelos został wybrany na wiceprzewodniczącego krajowej komisji politycznej PSD (wiceprezesa partii). W 2011 objął funkcję sekretarza stanu ds. solidarności i bezpieczeństwa socjalnego w rządzie Pedra Passosa Coelho. Stanowisko to zajmował do 2015. W tym samym roku ponownie uzyskał mandat deputowanego do Zgromadzenia Republiki.